# Torrsim

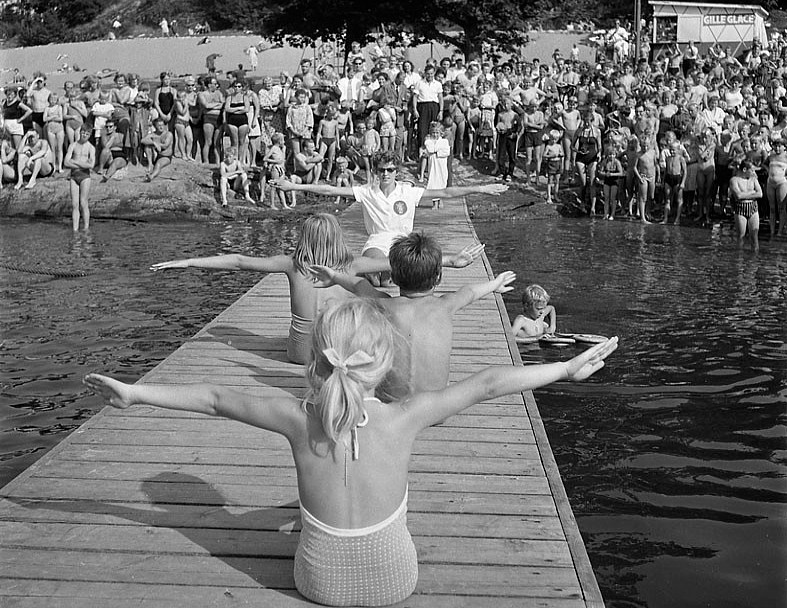
Torrsim i sittande ställning vid Flatenbadet år 1957

Torrsim eller torrsimning är förberedande simundervisning som utförs på torra land i stående, sittande, gående eller liggande ställning. För liggande torrsim har det funnits speciella ställningar, men även en vanlig stol kan användas. Torrsim, liksom simundervisning i allmänhet, fick sitt uppsving under andra hälften av 1800-talet och användes allmänt under första halvan av 1900-talet, men har senare hamnat i vanrykte såsom varande alltför teoretisk och verklighetsfrämmande. Torrsim har rentav blivit ett skällsord för alla slags aktiviteter som är alltför teoretiska.